# Никола Радовић
Никола Радовић (Подгорица, 20. октобар 1933 — Косовска Митровица, 28. јануар 1991) био је фудбалски репрезентативац ФНРЈ освајач сребрне олимпијске медаље на Олимпијским играма 1956. у Мелбурну.
Фудбал је почео да игра у Будућност из Титограда.
Каријеру је наставио у београдском БСКу, да би 1954. отишао у Сплит и наставио да игра у Хајдуку, клубу са којим је освојио Првенство Југославије 1954/55. Каријеру је завршио у ОФК Београду.
За репрезентацију Југославије дебитовао је 28. новембра 1956. на Олимпијским играма у утакмици са САД која је завршила резултатом 9:1. У дресу репрезентације одиграо је три утакмице. Последњу утакмицу за репрезентацију је одиграо у пријатељском сусрету са Индонезије 23. децембра 1956. у Џакарти 5:1 у којој је Радовић дао и свој једини гол за репрезентацију. Као учесник Олимпијских игара са репрезентацијом освојио је друго место и сребрну медаљу.